# 富部神社

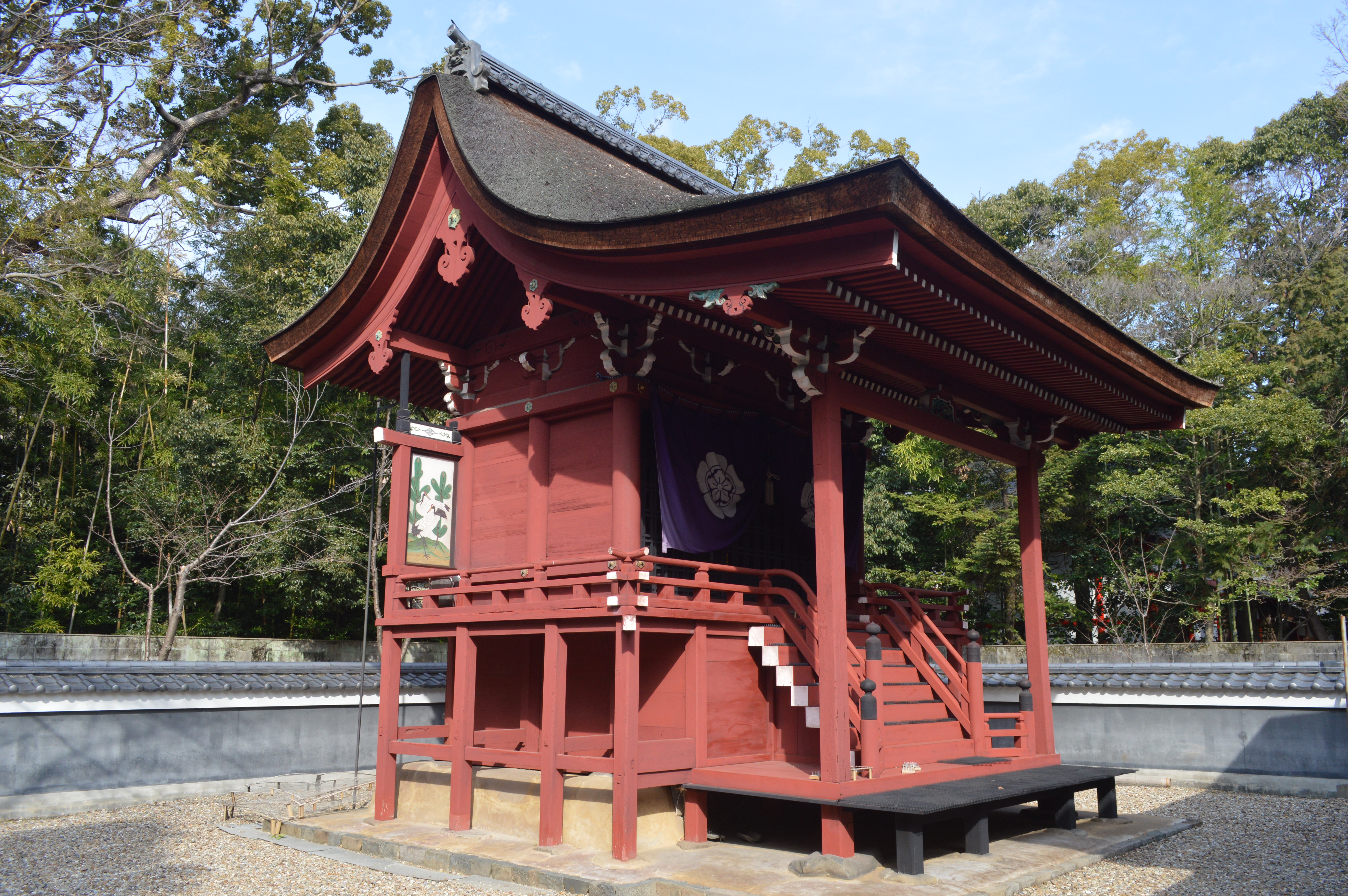
重要文化財の本殿

富部神社（とべじんじゃ）は、愛知県名古屋市南区呼続にある神社。戸部天王、蛇毒神天王とも呼ばれていた。

## 由緒
創建は慶長8年（1603年）、清洲城主松平忠吉が今より西にあった素盞嗚尊を祀る祠を現在の地に移したとも、津島神社より牛頭天王を勧請したともいわれる。
松平忠吉が病に悩まされていた時、富部神社に祈願したところ回復した。その報恩のしるしとして慶長11年、本殿、祭文殿、回廊、拝殿を建て、神社の東に神宮寺として海雲山天福寺を建て、社領100石を寄進した。
明治になると神仏分離令により天福寺は廃され、本社は祭神を素盞嗚尊とし存続した。明治11年（1873年）、田心姫命、湍津姫命、市杵島姫命、菊理姫命を合祀。
戸部政直の碑が移転された。

## 祭神
- 素盞嗚尊 （牛頭天王）
- 田心姫命
- 湍津姫命
- 市杵島姫命
- 菊理姫命

## 年間祭事
- 1月1日 - 元旦祭
- 2月27日 - 祈年祭
- 4月10日 - 金比羅宮祭
- 5月10日 - 龍王神社祭
- 6月17日 - 八王子祭
- 7月16日 - よし祭り（夏祭り）輪くぐり
- 土用入りの日 - お天王祭り（夜祭り）
- 10月9日・10日 - 例大祭
- 11月23日 - 新嘗祭
- 12月16日 - 秋葉神社祭
- 12月31日 - 大祓神事
- 毎月1日午前11時 - 月次祭

## 境内末社
- 白山社（本社に合祀）
- 八幡社（本社に合祀）
- 秋葉社
- 金毘羅社
- 八王子社居森社合殿
- 龍王社

## 文化財

### 重要文化財（国指定）[1]
- 本殿

### 名古屋市指定文化財[2]
- 祭文殿
- 東西廻廊
- 戸部の車楽「高砂車」 - 享保12年作

## 所在地情報

### 所在地
- 愛知県名古屋市南区呼続四丁目13番38号

### 交通
- 名鉄名古屋本線 桜駅から徒歩で約10分。
- 名古屋市営地下鉄桜通線 桜本町駅から徒歩で約15分。